# Бурганов, Абрар Хаметович
Абрар Хаметович Бурганов (тат. Борhанов Әбрар Хәмит улы; 1912—1990) — советский работник промышленности, моторист-двигателист, Герой Социалистического Труда.

## Биография
Родился 22 февраля 1912 года в деревне Большие Кушманы, ныне Кайбицкого района Татарстана, в многодетной крестьянской семье. Отец Абрара погиб в Гражданскую войну, затем умерла мать и он оказался в детском доме, позднее — в Свияжской трудовой колонии, где получил рабочую специальность.
Работать начал механизатором в совхозе «Красный Октябрь» Новошешминского района Татарской АССР. Затем служил в Красной армии— там, окончив школу младших авиационных специалистов, стал стрелком-радистом и принимал участие в боях на озере Хасан. Демобилизовавшись в 1940 году, приехал в Казань и устроился на работу на авиационный завод.
Во время Великой Отечественной войны на казанский завод был эвакуирован Московский авиационный завод. В это время Бурганов показал себя способным и знающим мотористом. Был участником движения фронтовых бригад и награждён медалями.
Выйдя на пенсию в 1973 году, Абрар Хаметович не прерывал связи с коллективом, участвовал в ветеранском движении КАПО, был наставником молодежи.
Умер 15 мая 1990 года в Казани.

## Награды
- В июле 1966 года А. Х Бурганову было присвоено звание Героя Социалистического Труда с вручением ордена Ленина.
- Также был награждён медалями.